# Jean-Michel Basquiat

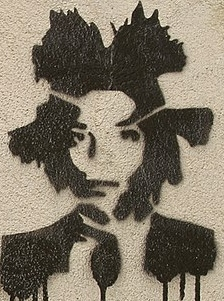
Dripping Graffitiporträtt föreställande Jean-Michel Basquiat 2007.

Jean-Michel Basquiat, född 22 december 1960 i Brooklyn i New York, död 12 augusti 1988 på Manhattan i New York, var en amerikansk konstnär. Han var aktiv inom graffiti och neoexpressionism.

## Biografi

### Bakgrund
Jean-Michel Basquiat, som på fädernet härstammade från Haiti, var en av de första afroamerikanska konstnärerna som blev accepterade och kända i amerikanskt konstliv. Han fann inspiration i den afroamerikanska kulturen och utförde energiska och utmanande verk. Han flydde hemifrån i tonåren och levde på gatorna i New York. Han livnärde sig på att sälja vykort och diverse som han själv målade.

### Vägen till framgång
Jean-Michel Basquiat rymde hemifrån och livnärde sig på att sälja kort och t-shirts som han målade. Basquiat började sitt konstnärskap med graffiti. Tillsammans med Al Diaz började han måla väggar utomhus under pseudonymen "SAMO" som stod för: "SAMe Old Shit". Med hjälp av "SAMO" gick de emot och kritiserade konsten och annat de ansåg hindrande eller förstörande: "SAMO as a new art form. SAMO as an end to mindwash religion, nowhere politics and bogus philosophy. SAMO as an end to playing art. SAMO as an alternative to God."

### Basquiats kritik mot konstvärlden
Jean-Michel Basquiat fick aldrig det erkännande han förtjänade under sin livstid då han fortfarande inte var helt jämställd med sina vita konstnärsvänner. Han tjänade aldrig lika mycket som dessa även om han var den mest produktiva av dem alla. Han fick stämpeln att vara en svart getto-konstnär snarare än bara konstnär. Det var först efter sin död som priset på hans tavlor sköt i höjden, tavlor gick från att kosta 5000 dollar till miljonbelopp. Basquiat klagade dock aldrig muntligt på denna rasdiskriminering utan använde sig av konsten mot detta. En tavla som han målade som senare ställdes ut hette till exempel "Five thousand dollars" och bestod av två bruna färger på duk med texten: "Five thousand dollars 5000$" i vitt skrivet i Basquiats karakteristiska barnsliga stil. Tavlan var i själva verket bara en stor prislapp – det fanns ingen "djup mening" med tavlan utom det syftet att tjäna pengar. I flera av Basquiats tavlor framställs mörkhyade figurer med uppsträckta armar och hemska ansiktsuttryck såsom stora vita ögon med grinande munnar. Dessa figurer speglar Basquiats kritik gentemot behandlingen av afro-amerikanska människor. Basquiat hyllar också dessa figurer genom att väldigt ofta använda sig av glorior placerade ovanför figurernas huvuden. Basquiat var inte sen att hylla sina hjältar med hjälp av sina konstverk. Med tavlan: "Untitled (sugar ray robinson)" möts betraktaren av en helt svart tavla med endast namnet: "SUGAR RAY ROBINSON" i vitt och en dödskalle med en krona över också i vitt. I denna tavla finns all tänkbar frustration gentemot det dominerande vita samhället och med hjälp av kronan så hyllar Basquiat boxaren Sugar Ray Robinson, som arrogant stod emot detta samhälle. Personer som Sugar Ray, Charlie Parker, Joe Louis, Miles Davis och Jesse Owens var Basquiats hjältar och martyrer och återkommer konstant i Basquiats verk.

### Basquiat och Andy Warhol
Jean-Michel Basquiat gillade Andy Warhols konst och använde honom som inspirationskälla då han skapade. Basquiat försökte komma Warhol nära eftersom de båda umgicks i samma kretsar. Dessvärre var Warhol väldigt reserverad och avstod från att ta kontakt med Basquiat, vilket gjorde att ett samarbete mellan de två kom att dröja. Efter en tid blev de emellertid presenterade för varandra av Paige Powell, advertising director på Warhols tidning Interview. Warhol befann sig på botten av sin karriär och såg Basquiat som en ung, talangfull konstnär han kunde forma, och med vars hjälp han kanske kunde ta sig tillbaka till toppen. Basquiat mötte Warhol på "The Factory" och de två samtalade. Efter en stund ursäktade sig Basquiat och lämnade byggnaden, men återkom efter ungefär 60 minuter med en tavla – fortfarande blöt av färg – föreställandes de båda konstnärerna tillsammans, axel mot axel i ett porträtt. Warhol som redan var förstummad lyckades bara få fram orden He is faster than I am ('Han är snabbare än jag'). Efter en lång konversation kunde Powell övertala Warhol och Basquiat att börja arbeta tillsammans. Warhol kom att bli som en fadersfigur för Basquiat, men deras gemensamma verk gjorde ingen succé. Konstkritiker skrev att Basquiat hade förlorat känslan, och att Warhol bara red på den mediavåg av uppmärksamhet som Basquiat fick. Det gemensamma arbetet avslutades abrupt och de båda slutade tala med varandra. Andy Warhols bortgång 1987 tog hårt på Basquiat som gick ner sig totalt, då också drogmissbruket på allvar började visa sin baksida.

### Basquiats död och eftermäle
Jean-Michel Basquiat avled av en överdos 1988, 27 år gammal. Genom sin tidiga död förverkligade Basquiat sitt livsmotto: "The true path to creativity, is to burn out". Mot slutet av hans liv fanns det i hans verk en föraning av vad som komma skulle; målningar med titlar som "Riding With Death" och "Eroica I" och "Eroica II" - den sistnämnda ofta innehållande orden "Man Dies". Basquiat är, vid sidan av sin produktivitet, ihågkommen för sitt arroganta förhållande till konst, sitt utanförskap och sin nästan överdrivna kreativitet.
Citat från en intervju med Basquiat utförd av en tysk tidning: 
Reporter: "How do you work?"
Basquiat: "I start a picture, then I finish it".[källa behövs]
1996 hade filmen Basquiat – den svarte rebellen premiär. Den handlar om hans liv och väg till berömmelse. Jeffrey Wright spelar Basquiat, och Andy Warhol spelas av David Bowie. Det finns även en film med namnet Downtown 81, där Basquiat innehar huvudrollen som en kämpande konstnär. Bland konstsamlare med verk av Basquiat kan nämnas Swizz Beatz, Mera och Donald Rubell, Steven A. Cohen, Laurence Graff, John McEnroe, Madonna, Leonardo DiCaprio, Flea, Jay Z och Nicki Minaj.

## Galleri

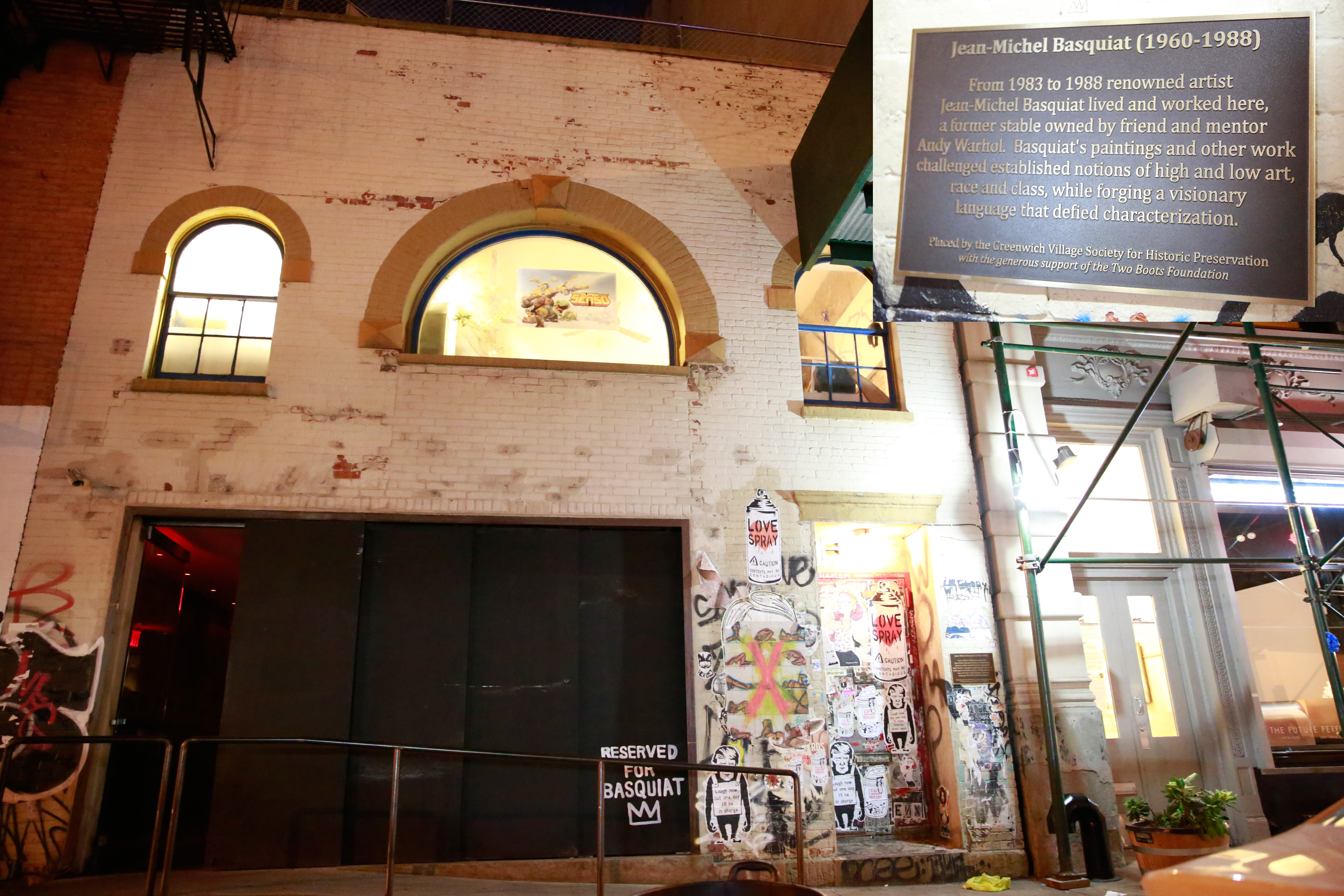
Jean-Michel Basquiats sista bostad 1983-1988 på 57 Great Jones Street i NoHo.
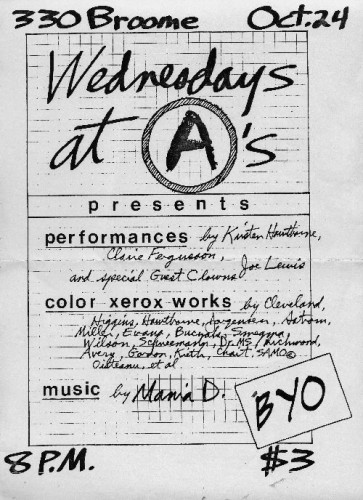
Vernissageaffisch från 1979.
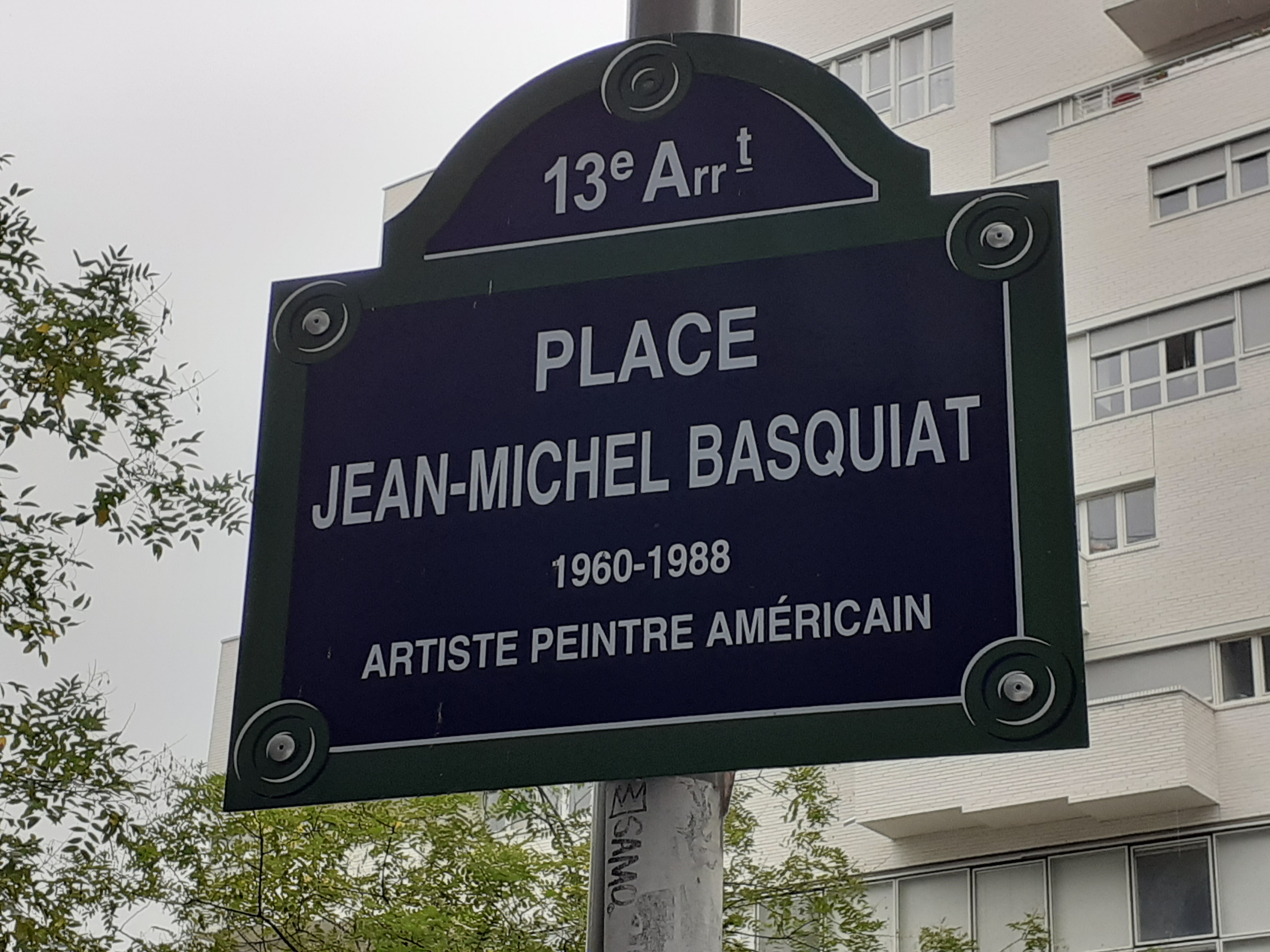
Place Jean-Michel Basquiat i Paris.
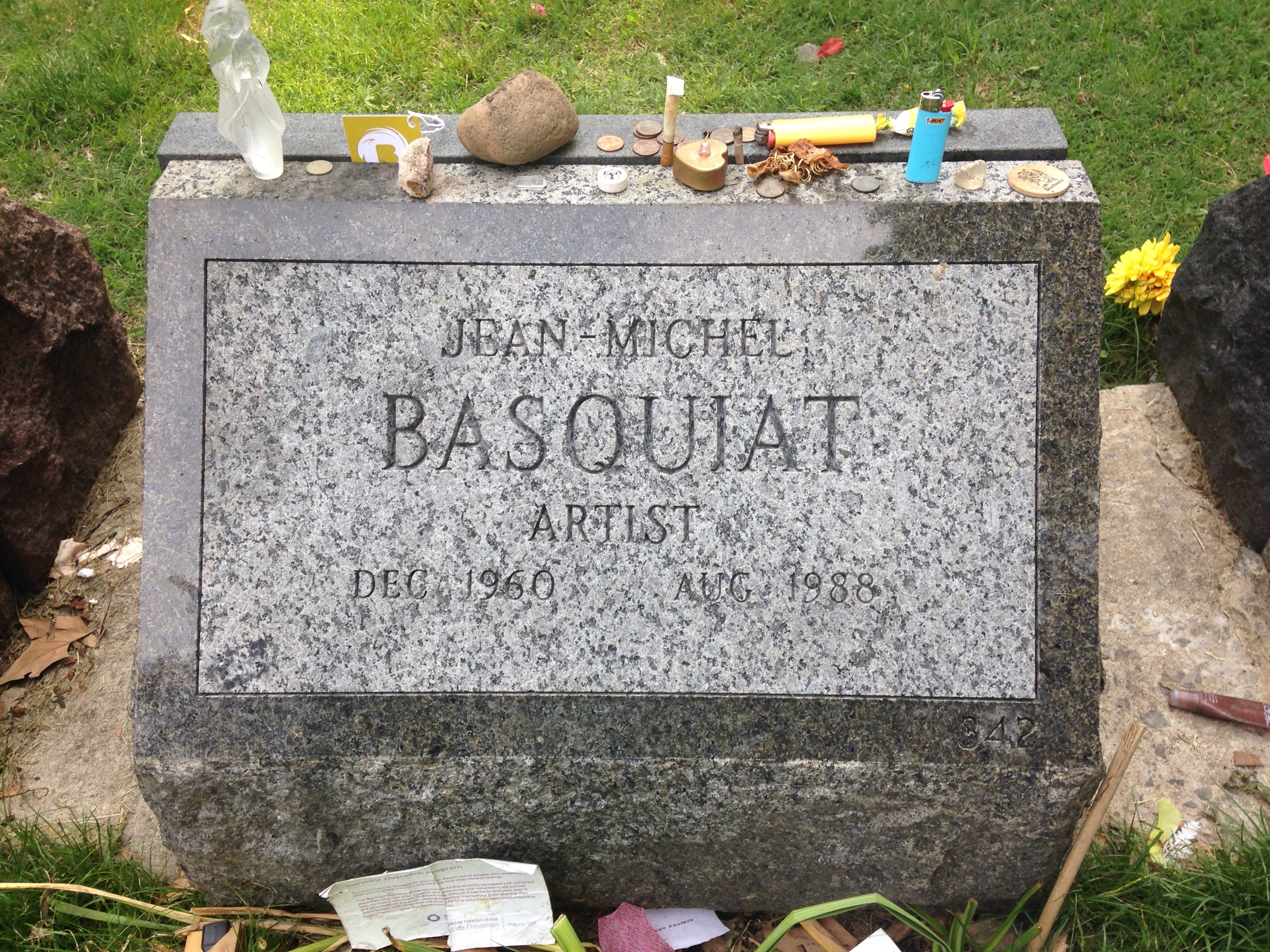
Jean-Michel Basquiats grav på Green-Wood Cemetery i New York.